# Великоторханське сільське поселення
Великоторха́нське сільське поселення (рос. Большеторханское сельское поселение) — муніципальне утворення у складі Вурнарського району Чувашії, Росія. Адміністративний центр — присілок Великі Торхани.

## Населення
Населення — 857 осіб (2019, 1104 у 2010, 1439 у 2002).

## Склад
До складу поселення входять такі населені пункти:
| Населений пункт          | Населення, осіб (2002) | Населення, осіб (2010) |
| ------------------------ | ---------------------- | ---------------------- |
| Альмень-Сунари, присілок | 259                    | 208                    |
| Артеменькіно, село       | 61                     | 50                     |
| Великі Торхани, присілок | 273                    | 200                    |
| Кожиково, присілок       | 69                     | 60                     |
| Кумаші, присілок         | 238                    | 200                    |
| Тюлюкаси, присілок       | 64                     | 52                     |
| Тюмбеки, присілок        | 127                    | 92                     |
| Чиршкас-Мурати, присілок | 348                    | 242                    |